# Nomborn
Nomborn település Németországban, Rajna-vidék-Pfalz tartományban. Lakosainak száma 701 fő (2023. december 31.). Nomborn Heilberscheid, Nentershausen, Girod és Steinefrenz községekkel határos.

## Népesség
A település népességének változása:
| Lakosok száma | 532  | 713  | 710  | 713  | 714  | 717  | 701  |
|               | 1975 | 2014 | 2017 | 2019 | 2021 | 2022 | 2023 |